# Núcleo Residencial Padre Josimo
O Residencial Padre Josimo é um núcleo residencial localizado no sub-distrito de Nova Aparecida, em Campinas (SP), região próxima ao entroncamento da Rodovia Anhanguera (SP-330), no Km 104, com a Rodovia D. Pedro I (SP-065) no km 145.
O Residencial Padre Josimo está localizado na Região Norte de Campinas (SP). A Região Norte de Campinas (SP) é formada pelos distritos de Barão Geraldo e Nova Aparecida, a região dos Amarais, do Chapadão e do Jardim Aurélia.
O Residencial Padre Josimo está localizado no sub-distrito de Nova Aparecida, região com perfil de conurbada (união de duas ou mais cidades), com os municípios de Sumaré e de Hortolândia.

## Infraestrutura
O Residencial Padre Josimo é formado por no (09) ruas asfaltadas, com Código de Endereçamento Postal (CEP); e pela Praça Loreta Valadares. A Área integrante do Residencial Padre Josimo é de 60.500,00 (m2).
A Praça Loreta Valadares está localizada entre as ruas: Rua Nilce Maria Tassi (CEP: 13067-394) e Rua Antonio Ernandes (CEP: 13067-386).
O serviço de abastecimento de água é feito pela Sociedade de Abastecimento de Água e Saneamento (SANASA).
A responsável pelo abastecimento de energia elétrica é a CPFL Paulista, distribuidora do Grupo CPFL Energia.

## Origem e desenvolvimento
Em 1999, foi a primeira tentativa de construção do Residencial Padre Josimo, através de um movimento de ocupação.
Em 2001, o bairro Residencial Padre Josimo recomeça novamente como uma nova ocupação popular.
Em 2002, Associação de Moradores do Núcleo Residencial Padre Josimo que já estava em atividade desde dezembro de 2001, foi formalmente criada em abril de 2002 (data de abertura do CNPJ). Em janeiro de 2002, foram definidos em assembleia os lotes que futuramente serviriam para as atividades da Associação. A ideia de chamar o bairro de “Residencial” veio de um morador do bairro, que achava que este termo impressionava melhor as pessoas do que “Núcleo”, nome sugerido pela Prefeitura de Campinas.
Em 2003, no dia 08 de outubro foi a primeira vez que o Residencial Padre Josimo teve lideranças do movimento popular reconhecidas pela Prefeitura de Campinas, mediante a Resolução N.o 39/03 de 8 de Outubro de 2003, publicada em Diário Oficial de Campinas.
Em 2004, a Prefeitura de Campinas atribuiu o CEP: 13100-000 para o Residencial Padre Josimo. No mesmo ano, o Residencial Padre Josimo tem eleito um membro para o conselho do Orçamento Participativo de Campinas. Segundo a Prefeitura de Campinas, a única ocupação consolidada no período de 1999 a 2004 foi a do Residencial Padre Josimo. Em 2004, Residencial Padre Josimo tinha 350 famílias. Ainda em 2004, o Residencial Padre Josimo recebeu projetos de extensão universitária da Pontifícia Universidade Católica de Campinas (PUC-Campinas).
Em 2005, foi conquistado o direito legal à propriedade. No dia cinco de julho de 2005, às dezenove horas, foi realizada na praça do bairro uma assembléia para comunicar aos moradores a desapropriação e concessão da terra. Tivemos a felicidade de participar deste dia, e sentir de perto a alegria e emoção de todos. Estavam presentes cerca de 150 moradores, adultos, crianças, jovens e idosos, toda a diretoria da Associação, representantes do poder público e da COHAB. Ainda no ano de 2005, no mês de setembro, a topografia da terra começou a ser feita pela Prefeitura de Campinas.
Em 2006, moravam 250 famílias no Residencial Padre Josimo.
Em 2008, Residencial Padre Josimo recebe a nomeação das vias públicas pela  Prefeitura de Campinas, mediante a Lei Nº 13.388 DE 26 de agosto de 2008, sancionada pelo Prefeito Dr. Hélio de Oliveira de Santos. O projeto de Lei teve a autoria do Vereador Sérgio Benassi, então vereador pelo Partido Comunista do Brasil - PCdoB.
Em 2013, a Secretaria de Habitação (Sehab) de Campinas  e a Companhia de Habitação Popular de Campinas (Cohab) inscreveram Residencial Padre Josimo no Programa Papel Passado do Governo Dilma Rousseff, do Partido dos Trabalhadores, que apóia ações de regularização fundiária em assentamentos urbanos ocupados por população de baixa renda. O Programa Papel Passado foi garantido na forma do artigo 50 da Lei Nº 11.977, de 7 DE julho de 2009., que também regula o Programa Minha Casa, Minha Vida (PMCMV), criado no Governo Lula (2003–2011).
Em 2014, a Prefeitura de Campinas desapropriou 50% da área por interesse social a fim de implantar um conjunto residencial. Mais tarde, a entidade contratou a Cohab-Campinas para prestar assessoria tanto na negociação com os proprietários quanto nos trâmites técnicos referentes à regularização fundiária da gleba, que possui 58,5 mil metros quadrados.
Em 2015, a Prefeitura de Campinas entregou 258 termos de reconhecimento de posse a famílias do Residencial Padre Josimo. Segundo a Prefeitura de Campinas, o Termo de Reconhecimento de Posse e Obrigação de Outorga de Escritura Definitiva de Venda e Compra é um documento provisório, que vai servir aos titulares dos lotes até que todo o processo de registro do parcelamento da área seja concluído no Cartório de Registro de Imóveis. Na prática, é a penúltima ação legal até que as famílias possam requerer o registro de seus terrenos junto ao cartório.
Em 2016, no dia 23 de setembro, a Prefeitura de Campinas faz o Licenciamento Ambiental do Residencial Padre Josimo para a realização de Drenagem e Pavimentação. Em 2016, moravam 258 famílias no Residencial Padre Josimo.
Em 2017, o Núcleo Residencial Padre Josimo recebe o Código de Loteamento nº 269 da Regularização Fundiária da Prefeitura de Campinas.
Em 2021, o Núcleo Residencial Padre Josimo recebeu pavimentação.
Em 2022, Residencial Padre Josimo teve a revitalização da Praça Loreta Valadares. A Praça Loreta Valadares tem a área, de 3 mil metros quadrados, com uma quadra poliesportiva com alambrado, um parquinho, uma academia ao ar livre, calçadas, bancos de concreto, iluminação e paisagismo.

## Movimentos culturais e artísticos
Em 2012, o Residencial Padre Josimo recebeu o Bloco de Carnaval de Rua Nação Bantus de Savuru.
Em 2014, o Residencial Padre Josimo recebeu novamente o Bloco de Carnaval de Rua Nação Bantus de Savuru. No mesmo ano, os moradores do Residencial Padre Josimo realizaram apresentações culturais na 12ª edição da 'Festa Brasileira', realizada na Vila Padre Anchieta.
Em 2015,  o Residencial Padre Josimo recebeu novamente o Bloco de Carnaval de Rua Nação Bantus de Savuru.
Em 2017, o Residencial Padre Josimo participou da programação oficial do Carnaval de Campinas, com o Bloco Padre Josimo.

## Homenagens ao Josimo Morais Tavares (padre Josimo)
O nome do bairro Residencial Padre Josimo é uma homenagem ao Josimo Morais Tavares (Marabá, 5 de abril de 1953 – Imperatriz, 10 de maio de 1986) que foi um sacerdote católico brasileiro, coordenador da Comissão Pastoral da Terra.
Em 1986, Josimo Morais Tavares foi assassinado a mando de fazendeiros da microrregião do Bico do Papagaio (atual estado de Tocantins) por sua defesa dos trabalhadores rurais.
No dia 10 de maio de 1986, naquele ano véspera de Dia das Mães, a luta pela terra fez mais um mártir no Brasil. Com 33 anos, o padre Josimo Morais Tavares, então coordenador da Comissão Pastoral da Terra (CPT) do Araguaia-Tocantins – conhecida como “CPT do Bico”, foi assassinado por fazendeiros contrários ao seu trabalho junto a famílias na região. Chamado pelos agricultores de “padre negro de sandálias surradas”, ele se tornou um dos maiores mártires da luta pela terra no Brasil.
A 15 de Abril de 1986, o seu carro tinha sido baleado cinco vezes, o que foi um anúncio do que iria acontecer a 10 de maio de 1986, quando dois tiros à queima-roupa, enquanto subia as escadas onde se encontrava o escritório da Comissão Pastoral da Terra – CPT, na cidade de Imperatriz, deixaram-no mortalmente ferido.

## Pesquisas acadêmicas
Em 2006, o Residencial Padre Josimo foi tema de pesquisa da dissertação de mestrado em psicologia social da Luciana Silva Martins de Souza, vinculado ao Programa de Pós-Graduação em Psicologia Social da Pontifícia Universidade Católica de São Paulo (PUC-SP), com orientação do Professor Doutor Salvador Antonio Mireles Sandoval.
A dissertação de mestrado recebeu o título: "Práticas solidárias cotidianas entre os moradores do Parque Residencial Padre Josimo". Este estudo foi realizado a partir das experiências dos moradores do Parque Residencial Padre Josimo, ocupação recentemente legalizada de Campinas (SP). Acreditamos que a solidariedade, cultura tão presente no dia-a-dia dos moradores de comunidades populares, seja mais do que uma prática de ajuda mútua, constituindo-se numa expressão do sentimento de igualdade, reconhecimento e pertencimento. A solidariedade possui ainda um aspecto político, aparecendo em alguns estudos como um quesito fundamental de motivação para a luta e a organização comunitária.
O objetivo desta pesquisa é o estudo da solidariedade enquanto fenômeno psicossocial. Para isso foram investigadas as práticas de cooperação e ajuda mútua existentes no cotidiano de moradores do Padre Josimo. Procuramos descrevê-las observando as circunstâncias em que aparecem e o significado que possuem para eles, com o intuito de analisar as bases psicossociais que as compõem. Para isso utilizamos o referencial teórico da Psicologia Social Comunitária Latino-americana, que vê o indivíduo como um sujeito ativo, capaz de controlar e modificar seu ambiente, gerando melhorias na sua vida. No campo da produção científica, isso implicou numa construção de conhecimentos que se deu através de uma relação dialógica entre pesquisador e pesquisado, conferindo aos participantes da pesquisa o lugar de sujeitos desta, e co-produtores do conhecimento obtido.
O método adotado para a inserção na realidade do campo de pesquisa foi o da observação-participante, por preservar a aproximação e a convivência com as pessoas da comunidade nas mais diferentes atividades. As atividades vivenciadas, e os conhecimentos adquiridos, foram registrados em diários de campo. Além disso foram realizadas entrevistas com onze moradores, a partir de um roteiro semi-estruturado. Todos os dados coletados foram analisados à luz da teoria das Representações Sociais, que forneceu subsídios para a compreensão dos significados e sentidos das práticas em questão para os moradores.

## Ruas doResidencial Padre Josimo: Nomes atuais
| Nome completo da rua               | Bairro                          | Cidade      | CEP       |
| Rua Nilce Maria Tassi              | Núcleo Residencial Padre Josimo | Campinas/SP | 13067-394 |
| Rua Claudete Sandra da Silva       | Núcleo Residencial Padre Josimo | Campinas/SP | 13067-392 |
| Rua Kayke Gabriel Moreira Gomes    | Núcleo Residencial Padre Josimo | Campinas/SP | 13067-396 |
| Rua Antonio Camote                 | Núcleo Residencial Padre Josimo | Campinas/SP | 13067-398 |
| Rua Lídia Rodrigues Barbosa        | Núcleo Residencial Padre Josimo | Campinas/SP | 13067-390 |
| Rua Ernestina Maria Dias           | Núcleo Residencial Padre Josimo | Campinas/SP | 13067-388 |
| Rua Antonio Ernandes               | Núcleo Residencial Padre Josimo | Campinas/SP | 13067-386 |
| Rua Anésio de Carvalho             | Núcleo Residencial Padre Josimo | Campinas/SP | 13067-384 |
| Rua Amaro Crispim da Silva         | Núcleo Residencial Padre Josimo | Campinas/SP | 13067-382 |
| Rua Amélia Rodrigues Coelho Núcleo | Núcleo Residencial Padre Josimo | Campinas/SP | 13067-380 |

## Ruas doResidencial Padre Josimo: Nomes antigos
| I – RUA AMÉLIA RODRIGUES COELHO a (Antiga) Rua 1, com início na divisa do lotea- mento (Chácara São João – José Henrique Marques) e término na divisa do loteamento (Exército Brasileiro); |
| II – RUA AMARO CRISPIM DA SILVA a (Antiga) Rua 2, com início na Rua 7 e término na Rua 10;                                                                                                 |
| III – RUA ANÉSIO DE CARVALHO (conhecido como Zinho) a (Antiga) Rua 3, com início na Rua 7 e término na Rua 10;                                                                             |
| IV – RUA ANTONIO ERNANDES (conhecido como Seo Tuca) a (Antiga) Rua 4, com início na Rua 8 e término na Rua 10;                                                                             |
| V – RUA ERNESTINA MARIA DIAS a Rua 5, com início na (Antiga) Rua 7 e término na Rua 10; |
| VI – RUA LÍDIA RODRIGUES BARBOSA a (Antiga) Rua 6, com início na divisa do lotea- mento (Chácara Dante Show) e término na divisa do loteamento (Exército Brasileiro);                      |
| VII - RUA CLAUDETE SANDRA DA SILVA a (Antiga) Rua 7, com início na Rua 1 e término na Rua 6;                                                                                               |
| VIII – RUA NILCE MARIA TASSI a Rua 8, com início na (Antiga) Rua 3 e término na Rua 6; |
| IX – RUA KAYKE GABRIEL MOREIRA GOMES a (Antiga) Rua 9, com início na Rua 4 e término na Rua 6;                                                                                             |
| X - RUA ANTONIO CAMOTE a Rua 10, com início na (Antiga) Rua 1 e término na Rua 6; |
| XI – PRAÇA LORETA FIEFER VALADARES (conhecida como Loreta Valadares) a Praça sem denominação, com área de 3.001,43 m2, perimetrada pela Rua 8, Rua 4 e Quadra D.                           |